# Agustín Millares Cantero
Agustín Millares Cantero (Las Palmas de Gran Canaria, 1950) es un historiador canario, uno de los principales especialistas en la historia del movimiento obrero canario y del republicanismo federal español.

## Biografía
Hijo del poeta Agustín Millares Sall y hermano del también historiador Sergio Millares Cantero; sus inicios políticos están ligados al PCE y Comisiones Obreras; entonces organizaciones en la clandestinidad a causa de la dictadura franquista.
Durante sus años de estudiante en la Universidad de La Laguna tomó parte activa en el movimiento estudiantil antifranquista, por lo que fue detenido varios días en 1971.
Doctor en Historia, su óptica historiográfica tiene una gran influencia de la escuela marxista británica.
Durante la Transición abandonó el PCE por disentir con la línea política del partido, incorporándose a Pueblo Canario Unido y Unión del Pueblo Canario, formaciones nacionalistas de izquierda.
Ha sido codirector de las reediciones actualizadas de la Historia General de las Islas Canarias (1977) y de las Biografías de Canarios Célebres (1982) del historiador Agustín Millares Torres, del que es descendiente. Cofundador y miembro del Seminario de Estudios Históricos Canarios y del Seminario Millares Carlo del Centro Asociado de la UNED de Las Palmas (1975-1988); cofundador y directivo del Grupo de Difusión Cultural Espiral (1980-1997).
Redactó el Manifiesto de Santa Ana, leído al término de la manifestación a favor de la creación de la Universidad de Las Palmas que tuvo lugar en esa ciudad el 19 de mayo de 1988, considerada la mayor concentración en la historia del archipiélago.
Tras la refundación de Izquierda Unida en las islas en 1993, con el nombre de Izquierda Unida Canaria (IUC), se unió a ese proyecto político; siendo uno de los fundadores, en 1995, de la Corriente Socialista Canaria-Pasoc, sección isleña del Partido de Acción Socialista (Pasoc). Pronto la Corriente Socialista pasó a formar parte del sector crítico de IUC en Gran Canaria, al disentir de la línea política de la dirección insular, a la que acusaban de cierta quiebra de la democracia interna, falta de debate interno y desconexión respecto a los movimientos sociales de las islas.
Esta postura disidente le llevó a ser uno de los impulsores de un Manifiesto por la recuperación de IUC en Gran Canaria o Manifiesto del 14 de abril (14 de abril de 1996), con la intención de destituir al Consejo Político Insular y cambiar el rumbo del proyecto de IUC. Al no conseguirse una mayoría que respaldara el Manifiesto en la Asamblea Insular, y que, a juicio de la Corriente, persistían los errores de la organización; se sintieron cada vez más alejados de la ejecutiva, hasta que finalmente optaron por disolverse y abandonar IUC. Millares se integraría entonces en Unidad Progresista de Canarias (Upcan), liderada por Joaquín Sagaseta de Ilurdoz Paradas, hasta la disolución de ésta (1999-2000).
En 2004 se afilió a Alternativa Popular Canaria (APC) y, al año siguiente, a Unidad del Pueblo (UP).
Agustín Millares fue miembro fundador y el primer presidente de la Fundación Canaria Juan Negrín, dedicada a difundir la vida y el legado del Dr. Negrín. Asimismo forma parte del Grupo Interuniversitario de Opinión, plataforma de profesores universitarios canarios de apoyo a la causa de la República Árabe Saharaui Democrática. Colabora habitualmente con la revista digital de izquierda Canarias Semanal.
Es profesor titular de Historia del Pensamiento y de los Movimientos Sociales y Políticos en la Universidad de Las Palmas de Gran Canaria, donde en 2008 dirige el Aula de Estudios «Eufemiano Jurado Domínguez» para el rescate de la memoria histórica de los represaliados por el franquismo en las islas.
Entre sus libros figuran Motines insulares: Tres estudios, Santa Cruz dominadora: el centralismo interno y la provincia imposible en el XIX canario, Guillermo Ascanio: Comandante del Batallón Canarias (en colaboración), El cacique Fajardo asesinado (1896): banderías a la greña en Lanzarote, Archipiélago Rebelde (en colaboración), Franchy Roca y los federales en el "Bienio azañista", La Segunda República y las elecciones en la provincia de Las Palmas, El problema canario (en colaboración), además de colaboraciones en revistas, y participación en varios foros y conferencias.
- Datos: Q5660765